# Золотниковская пустынь
Золотнико́вская Успе́нская пу́стынь — мужской монастырь Шуйской епархии Русской православной церкви, расположенный в одноимённом населённом пункте Тейковского района Ивановской области.

## История
Монастырь основан в первой четверти XVII века иноком Ионою Головциным, посвящённым в 1624 году в сан игумена. Изначально она называлась «Новою пустынью Березовского Борку Успенья Пресвятой Богородицы». При игумене Ионе в пустыни была поставлена деревянная Успенская церковь. Преемник основателя пустыни игумен Иаков жаловался царю Михаилу Фёдоровичу на «скудость» обители. В 1632 году царь передал пустыни в пользование местность, где она построена, и пустоши Березники и Смердичево.
Здесь принял в 1663 году иночество святитель Митрофаний, впоследствии епископ Воронежский. Много вещей, пожалованных царевною Софиею и царями Иваном V и Петром I.
13 декабря 1725 года решением Святейшего синода была приписана к Спасо-Евфимьевскому Суздальскому монастырю. Назначенные для богослужений в пустыни белый священник с причтом наделялись «для пропитания» землёй. По прошению игумена с братиею 26 января 1726 года Золотниковская пустынь вновь стала самостоятельной обителью с игуменским управлением и братией «не меньше тридесяти человек».
В 1764 году в ходе секуляризационной реформы монастырь стал заштатным.
В 1837 году в пустыни побывали цесаревич Александр Николаевич и сопровождавшие его поэт Василий Жуковский и профессор Константин Арсеньев.
С 1918 года начались гонения на монастырскую братию. Обитель подверглась разорению, в 1922 году произошло изъятие церковных ценностей. В 1924 году Золотниковская пустынь была окончательно закрыта, братия изгнана.
5 декабря 1996 года министерство культуры и Государственный комитет России по управлению государственным имуществом передали ансамбль пустыни Ивановской епархии.
28 января 1997 года при Успенской церкви образован приход.
12 ноября 2008 года на территории Золотниковской пустыни епископ Иваново-Вознесенский и Кинешемский Иосиф (Македонов) совершил закладку деревянного храма во имя святого Митрофана Воронежского.
В 2008 году указом епископа Иосифа оставшиеся храмовые руины были переданы в ведение Успенско-Казанского мужского монастыря. Начался труд по воссозданию святыни.
На Пасху 2010 года была отслужена первая Божественная литургия. В июле того же года началась реставрация братского корпуса, а в мае 2011 года первые насельники заселились в новые келии.

## Настоятели
игумены
- Иона (Головицын [Головкин]) (упом. 1624)
- Иаков (упом. 1632)
- иером. Никон (1638—1651)
- иером. Феоктист (1655—1667)
- Симеон (упом. 1692)
- иером. Иосиф (упом. 1724)
- иером. Феофилакт (1737—1743)
- архим. Симеон. (ок. 1756)

строители (с 1764)
- мон. Виктор (ок. 1781)
- Авраамий (до авг. 1802)
- Гедеон (19 августа 1802 — 24 марта 1804)
- Самуил (24 марта 1804 — 28 марта 1823)
- иером. Илия (28 марта 1823 — 25 марта 1825)
- иером. Амвросий (25 марта 1825 — 30 окт. 1828)
- иеромонах Парфений
- Симеон (с 30 окт. 1828)
- Иона
- Георгий
- иером. Макарий (с 1853 по 3 авг. 1860)
- иером. Вассиан
- иером. Варнава (до авг. 1873)
- иером. Анастасий (28 авг. 1873 — 3 февр. 1877)
- иером. Амфилохий (14 февреля 1877 — 18 июля 1879)
- иером. Венедикт (18 июля 1879 — 22 июля 1881)
- иером. Игнатий (22 июля 1881 по февр. 1882)
- иером. Агафангел (с 24 февр. 1882 — ?)